# Masumi Ōshima
Masumi Ōshima (en japonés: 大島 真寿美; n. 1962) es una escritora japonesa galardonada con el 161º Premio Naoki. Sus obras también han sido adaptadas para cine y televisión, incluyendo Chocolietta (2003), Nijiiro Tenki Ame (2009) y Bitter Sugar (2010).

## Carrera
Masumi Ōshima nació en 1962. Se crio en Nagoya y creció leyendo ciencia ficción.  A los veinte, comenzó a escribir el guion de una obra de teatro, pero terminó escribiendo novelas nuevamente. En 1992, presentó su historia Haru no Tejinaji al Concurso de Escritores de la revista Bungakukai y ganó el 74.º Premio Bungakukai.
La novela de Ōshima, Chocolietta (2003), sobre una joven que usa la película de Federico Fellini, La strada, para recuperarse de su dolor, fue adaptada como cinematográficamente por el guionista y director Shiori Kazawa. La película se estrenó en el Festival Internacional de Cine de Tokio en 2014 y fue estrenada a nivel nacional el año siguiente. La novela de Ōshima de 2009, Nijiiro Tenki Ame y su secuela de 2010, Bitter Sugar, sobre tres mujeres cuya amistad es puesta a prueba cuando se acercan a los cuarenta años de edad, fueron adaptadas para un drama de la NHK en 2011 llamado Bitter Sugar y protagonizada por las actrices Ryō, Emi Wakui y Sawa Suzuki.
Ōshima fue nominada por primera vez para el Premio Naoki en 2015 por su novela Anata no Hontō no Jinsei wa, una historia sobre un joven escritor que descubre que las obras de un autor famoso son realmente escritas por otra persona. Cuatro años después, ganó el 161º Premio Naoki por su novela Uzu: Imoseyama Onna Teikin, Tamamusubi (en inglés: Whirlpool: Husband and Wife Mountains, A Mirror of Virtuous Women, Requiem), una obra de ficción histórica sobre el dramaturgo y marionetista del siglo XVIII, Hanji Chikamatsu.

## Reconocimientos
- 1992: 74.º Premio Bungakukai[1]
- 2019: 161º Premio Naoki[7]

## Obras
- Chocolietta, 2003, Kadokawa Shoten, ISBN 9784048734462
- Nijiiro Tenki Ame, 2009, Shogakukan, ISBN 9784094083385
- Bitter Sugar, 2010, Shogakukan, ISBN 9784093862790
- Anata no Hontō no Jinsei wa, 2014, Bungeishunjū, ISBN 9784163901367
- Uzu: Imoseyama Onna Teikin, Tamamusubi, Bungeishunjū, ISBN 9784163909875

### Adaptaciones
- Bitter Sugar, 2011, NHK[8]
- Chocolietta, 2014[3]